# Ib Stetter
Ib Gunnar Stetter (ur. 1 marca 1917 w Odense, zm. 16 marca 1997) – duński polityk i menedżer, deputowany Folketingetu i poseł do Parlamentu Europejskiego, w latach 1977–1981 przewodniczący Konserwatywnej Partii Ludowej, w latach 1982–1986 minister przemysłu.

## Życiorys
Syn Egona i Ellen. W 1938 ukończył wieczorową szkołę handlową, następnie pracował jako sprzedawca. W latach 1942–1945 studiował organizację biznesu w Copenhagen Business School. Przez wiele lat pracował na stanowiskach kierowniczych, m.in. w koncernie Robert Bosch. Od 1958 do 1970 kierował radą biznesową Jutlandii Północnej, był też m.in. prezesem klubu wioślarskiego w Aalborgu.
Działacz Konserwatywnej Partii Ludowej, w latach 1977–1981 pozostawał jej przewodniczącym (następnie na to stanowisko powrócił Poul Schlüter). W latach 1964–1987 poseł do Folketingetu, przez dwa lata był szefem jej frakcji parlamentarnej. Od 1969 do 1982 członek parlamentu Rady Nordyckiej (w latach 1971–1972 przewodniczący), a od sierpnia 1977 do lipca 1979 – poseł do Parlamentu Europejskiego. Zasiadał we frakcji chrześcijańsko-demokratycznej, pełniąc funkcję jej wiceprzewodniczącego. Od września 1982 do marca 1986 minister przemysłu w pierwszym rządzie Poula Schlütera.